# 栃木県道118号下今市停車場線

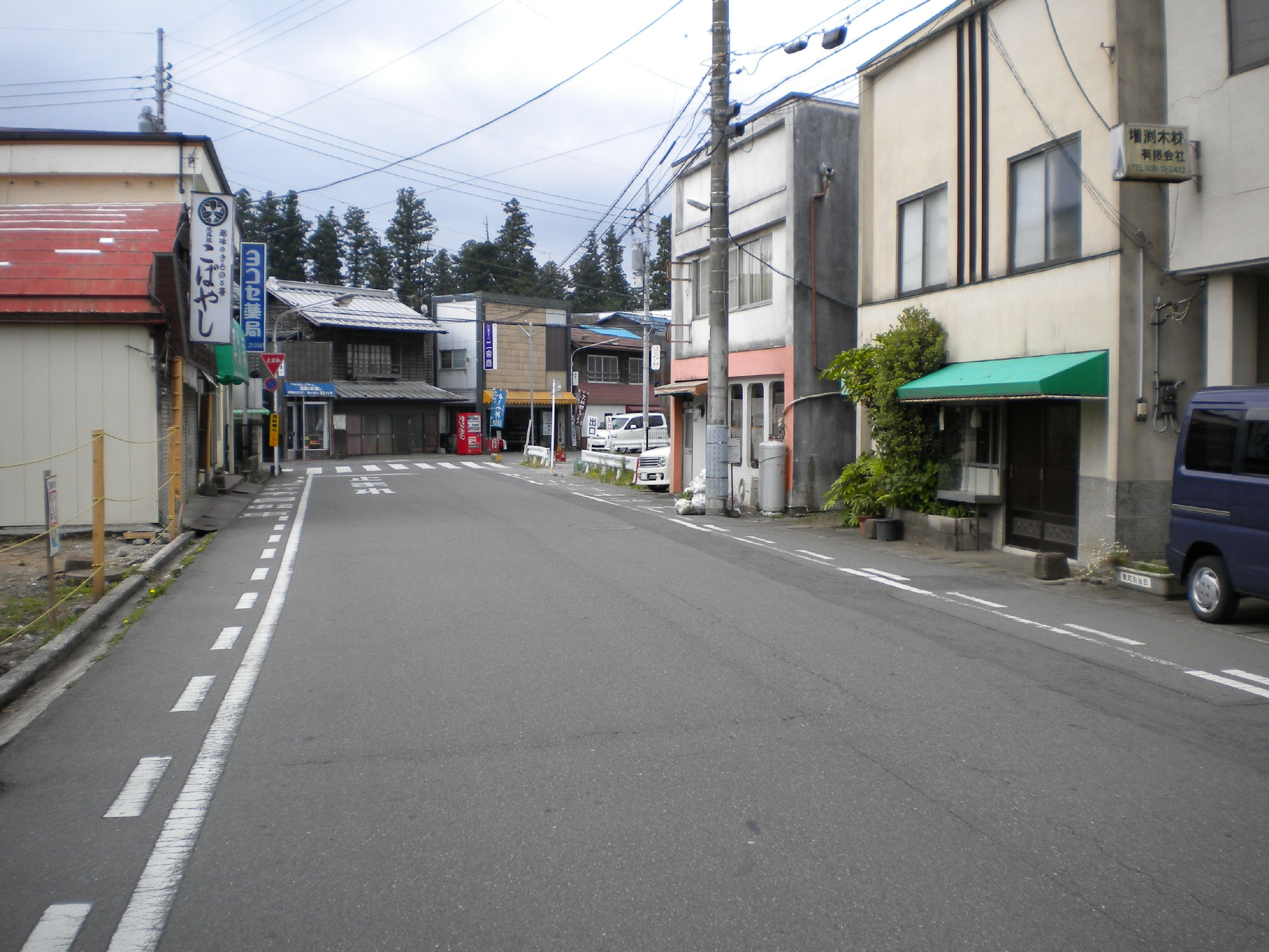
起点付近より終点方向を望む

栃木県道118号下今市停車場線（とちぎけんどう118ごう しもいまいちていしゃじょうせん）は、栃木県日光市に位置する一般県道である。

## 概要
日光市市街地（旧今市市）の玄関口の一つである東武下今市駅と県道今市氏家線を連絡する道路である。付近は今市東町地区の商店街にもなっており、商店が多数立ち並ぶ。終点から今市氏家線を西へ向かうと程なく日光街道（国道119号）と例幣使街道（国道121号、国道352号）の合流点である小倉町交差点へ至る。小倉町交差点へ出る道路の道幅が狭いため、下今市駅を発着する路線バスはより東を走る市道を経由しており、本路線は経由しない。

## 路線データ
- 総延長：0.066km
- 起点：栃木県日光市今市（下今市停車場）
- 終点：栃木県日光市今市（栃木県道62号今市氏家線交点）
- 認定：1961年（昭和36年）4月1日

## 沿線施設
- 東武鉄道日光線、鬼怒川線 下今市駅
- 日光交通今市営業所
- 栃木銀行今市支店